# Прашант Селлатурай
Прашант Селлатурай (англ. Prashanth Sellathurai, нар. 1 жовтня 1986 року) — австралійський гімнаст, призер чемпіонатів світу у вправах на коні.